# Fiziologija vadbe
Fiziologija vadbe, z drugimi besedami fiziologija telesne aktivnosti, spada med medicinske stroke, ki vključujejo preučevanje akutnega odziva in kronične adaptacije na vadbo. Razumevanje učinka vadbe zahteva proučevanje specifičnih sprememb v mišičnem, srčno-žilnem in nevrohumoralnem sistemu, ki vodijo v spremembe funkcionalne kapacitete ter moči, ki so lahko posledica vadbe vzdržljivosti in vadbe moči . Učinek vadbe na telo je definiran kot reakcija na adaptacijske odzive telesa, nastale  zaradi vadbe, oziroma kot povišanje presnove zaradi vadbe . 
Vadbeni fiziologi preučujejo vpliv vadbe na patologijo ter mehanizme, preko katerih lahko vadba zmanjšuje ali prepreči napredovanje različnih bolezenskih stanj.

## Zgodovina
Britanski fiziolog Archibald Hill je leta 1922 predstavil koncept maksimalne porabe kisika in kisikovega dolga  . Hill in nemški zdravnik Otto Meyerhof sta si leta 1922 razdelila Nobelovo nagrado na področju fiziologije in medicine za njuno delo povezano z energijsko presnovo mišic . Izhajajoč iz tega dela so znanstveniki nato začeli z merjenjem porabe kisika med vadbo. Z najbolj vidnim prispevkom k temu so pripomogli Henry Taylor iz Univerze Minnesota, skandinavski znanstvenik Per-Olof Astrand, Bengt Saltin v 50-ih in 60-ih letih, Harvardski laboratorij za testiranje izčrpanosti, Nemške univerze ter tudi Raziskovalni center za mišice v Kobenhavnu  .